# M6 Polaavtopat
Die Polaavtopat M6 war eine geplante nordmazedonische Halbautobahn, die von der A3 (ehm. M5) bei Štip über Strumica zur bulgarischen Grenze bei Novo Konjarevo führen sollte. Nach der Änderung der Autobahnnummerierung in Nordmazedonien Ende 2011 wurde diese Halbautobahn in die A4 integriert.

## Ausbaustand
Die M6 ist derzeit nur eine einfache Nationalstraße.